# 酔っ払い海老
酔っ払い海老（よっぱらいえび）、あるいは酔蝦（すいか、簡体字：醉虾、繁体字：蝦醉、拼音：zuìxiā）とは、中国の一部地域で一般的な、淡水エビを主たる材料とした料理である。食べやすくするためにエビを酒に浸すことから、「酔っ払い海老」と呼称される。中国では地方によってその作り方が異なる。例えば、エビを活け造りにせず、酒類に浸してから熱湯で調理する方法もあれば、エビを茹でてから酒類に漬け込む方法もある。また、紹興酒がエビに体内老廃物を排出させることから、エビを紹興酒に漬け込む方法もある。エビは動きが止まってから食べられる。

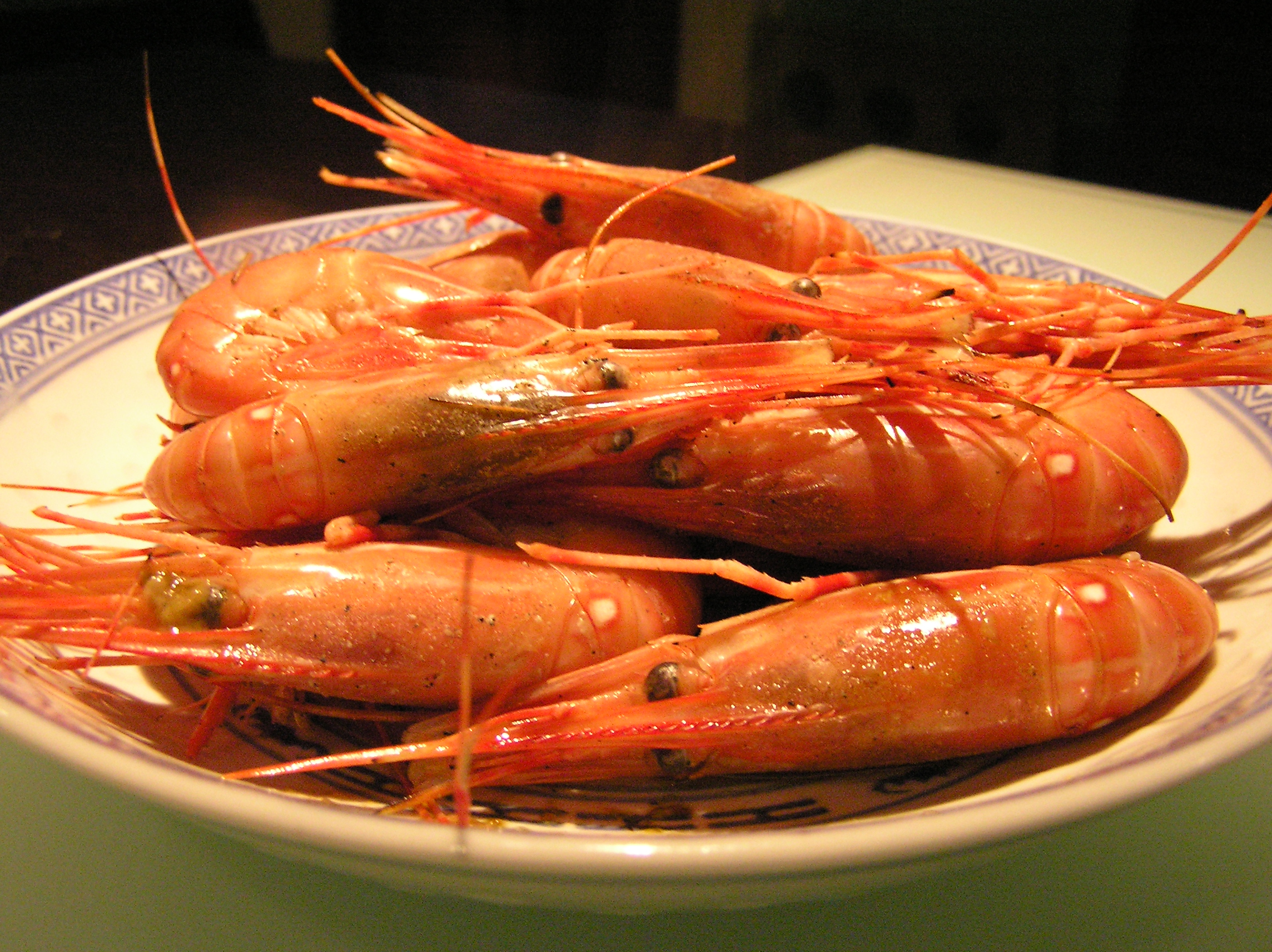
半煮えの酔っ払い海老

非加熱の淡水エビを摂取することは、肺吸虫症による深刻な健康被害をもたらす虞がある。